# Tề Điệu công
Tề Điệu công (chữ Hán: 齊悼公; cai trị: 488 TCN-485 TCN), tên thật là Khương Dương Sinh (姜陽生), là vị vua thứ 28 của nước Tề - chư hầu nhà Chu trong lịch sử Trung Quốc.

## Thân thế
Ông là con trai thứ của Tề Cảnh công – vua thứ 26 nước Tề và là anh của An Nhũ Tử - vua thứ 27 nước Tề.

## Lên ngôi
Vì con cả của Cảnh công đã mất, mẹ Khương Đồ được Cảnh công yêu nên Đồ được lập làm thế tử. Sau đó Tề Cảnh công qua đời. Khương Đồ lên nối ngôi, tức là An Nhũ Tử. Họ Cao và họ Quốc được Cảnh công giao giúp vua nhỏ.
Khương Dương Sinh cùng một người anh là Khương Sừ chạy sang nước Lỗ. Ông được đại phu Quý Khang Tử gả em gái là Quý cơ cho.
Đại phu Điền Khất ủng hộ Dương Sinh, bèn liên kết với họ Bão đánh đuổi họ Cao và họ Quốc. Họ Cao và họ Quốc phải chạy sang nước Lỗ. Điền Khất sai người sang nước Lỗ đón Dương Sinh về nước giấu trong nhà và triệu Bão Mục tới, ép phải đồng mưu lập vua mới.
Được sự đồng thuận của họ Bão, Điền Khất bèn phế truất An Nhũ Tử và lập công tử Dương Sinh lên nối ngôi, tức là Tề Điệu công. An Nhũ Tử bị mang đến ấp Thai giết chết.

## Đánh Lỗ, bị Ngô oán
Năm 488 TCN, Tề Điệu công sai sứ sang đón vợ ở nước Lỗ là Quý cơ. Nhưng vì Quý cơ đã tư thông với Quý Phương Hầu nên anh là Quý Khang Tử không dám giao về cho vua Tề.
Tề Điệu công nổi giận, bèn mang quân đánh nước Lỗ, chiếm đất Hoan và đất Xiển; đồng thời sai sứ sang nước Ngô đề nghị Ngô Phù Sai hội quân cùng đánh Lỗ.
Nước Lỗ bèn giao Quý cơ nước Tề. Tề Điệu công yêu Quý cơ nên trả lại đất đã chiếm cho nước Lỗ. Nước Lỗ cùng nước Tề giảng hòa.
Bão Mục vốn bị ép đồng mưu với Điền Khất lập Tề Điệu công, tỏ ra bất bình với vua Tề. Tề Điệu công biết Bão Mục không ủng hộ mình, bèn giết chết Mục, nhưng không diệt hẳn họ Bão mà cho con kế tục.
Năm 486 TCN, Tề Điệu công đón được vợ về lại sai sứ sang nước Ngô bảo Ngô Phù Sai không cần ra quân nữa. Phù Sai bất bình vì vua Tề đổi ý, bèn mang quân ra khỏi biên giới. Phù Sai sai sứ liên minh với Lỗ, nước Châu và nước Đàm để cùng tấn công Tề.
Liên tiếp trong 2 năm 486 TCN và 485 TCN, quân Ngô đánh Tề 2 lần. Họ Bão có thù với Điệu công, bèn giết chết ông để đề nghị Phù Sai lui quân, rồi chạy sang nước Ngô.
Tề Điệu công ở ngôi được 4 năm, không rõ bao nhiêu tuổi. Con ông là Khương Nhâm được lập làm vua, tức là Tề Giản công. Phù Sai làm bộ khóc 3 ngày nhưng sau đó vẫn điều quân từ biển vào tấn công nước Tề, song bị đánh lui.